# Upsir (kulle)
Upsir är ett berg i republiken Island. Det ligger i regionen Austurland, 300 km öster om huvudstaden Reykjavík. Toppen på Upsir är 652 meter över havet.
Trakten runt Upsir är nära nog obefolkad, med mindre än två invånare per kvadratkilometer. Trakten runt Upsir består i huvudsak av gräsmarker.